# 佩爾蘭
佩爾蘭（Pearland）是美國德克薩斯州布拉佐里亞縣的一座城市，它被視為大休士頓的郊區。人口125,828人。佩爾蘭也是大休士頓地区的第三大城市。
根据2010年的人口普查，當地白人占62.0%、非裔美国人占16.4%、亚裔占12.4%。